# 4D-кино
4D-кино — маркетинговый термин, описывающий комбинацию 3D-кино и физических эффектов, синхронизированных с фильмом. Зрители могут ощущать движение и вибрацию кресел, ветер, дым, брызги воды, запахи. С пространственным четвёртым измерением не имеет ничего общего.

## Статус термина
На сегодняшний день, в российском законодательстве нет упоминаний о данном понятии. С одной стороны «4D-кино» можно считать кинематографической системой, с другой стороны это аттракцион. Поэтому в отдельных случаях (в зависимости от выгоды и удобства) термин относится либо к первому, либо ко второму, по усмотрению представителей отдельно взятого заведения, либо производителей оборудования.

## Кинотеатр
Представляет собой усовершенствованный цифровой кинотеатр, в котором используются специальные кресла с двигателями, вентиляторами, форсунками, дополнительными акустическими системами. Также в зале могут быть установлены отдельные генераторы запаха, света и других спецэффектов.
В некоторых кинотеатрах идут ещё дальше и называют подобное сочетание «5D-кино», обосновывая это тем, что «4D» — это «3D» плюс эффекты окружающей среды, а динамическое движение платформ  добавляет уже «пятое измерение». Также можно встретить термины «6D-кино» (и прочие) или обобщающий «XD-кино», что так же является маркетинговым ходом.

## Театр
Основным театром, ставящим 4d спектакль, является «У Никитских ворот», при этом не афишируется. Заметнее всего запах яблока, валокордина в спектакле «Похороните меня за плинтусом», холод в «Трамвай Желание», морские волны
Есть 4d версия рок оперы Юноны и Авось (лицензионный спектакль Ленкома, ставится региональными артистами).

## Физиология
Все существующие кинотеатры с подобными маркетинговыми названиями основаны на киносистемах 3D. Задействование фильмом других органов чувств (которые, вместе с информацией от глаз, создают в мозге целостную картину мира размерностью более 2) обеспечило новизну и большую передачу исходной (снятой) информации, которой были лишены обычные 3D-кинотеатры.

## Фильмы
Основной репертуар 4D-кинозалов состоит из непродолжительных фильмов (3-15 минут), полностью созданных при помощи компьютерной графики (за редким исключением). Отличительной особенностью фильмов является то, что большая часть из них сняты одним кадром, от первого лица. Чаще всего такие фильмы называют райдами и делят на несколько распространенных жанров.

## Кино «с запахом»
Ароматизация зала тоже по сути является 4D-эффектом. Одним из первых фильмов, передающим запахи, в 2011 году стал фильм «Дети шпионов 4D», где роль 4D исполнял Аромаскоп — карточка, обработанная маслами с запахом. В определённый момент на экране появлялась цифра, и зрители должны были потереть ту же цифру на своей карточке. Эта технология называется Scratch and sniff, которую уже использовали ранее под названиями AromaRama и Odorama.